# Naissance en 1039
Naissance
- 1035
- 1036
- 1037
- 1038
- 1039
- 1040
- 1041
- 1042
- 1043

Cette page dresse une liste de personnalités nées au cours de l'année 1039 :
- Boleslas II le Généreux, roi de Pologne, (décès 1081).
- Minamoto no Yoshiie, aussi connu sous le nom Hachimantarō, est un samouraï du clan Minamoto de la fin de l'époque de Heian et Chinjufu-shōgun (commandant en chef de la défense du nord).
- Sanche IV de Navarre, dit Le Noble ou él de Peñalén, roi de Pampelune.
- Su Zhe, penseur, politicien, classiciste et homme de lettres chinois.
- Thibaut de Provins, religieux, membre de la famille des comtes de Champagne.
- Vijayabahu I de Polonnaruwa, roi du Sri Lanka.

date incertaine (naissance vers 1039)
- Hugues VI de Lusignan, dit le Diable, seigneur de Lusignan.

## Crédit d'auteurs
- Cet article est partiellement ou en totalité issu de l'article intitulé « 1039 » (voir la liste des auteurs).